# Selección de hockey sobre hielo del Reino Unido
La selección de hockey sobre hielo del Reino Unido (también conocido como Team GB) es el equipo de hockey sobre hielo que representa al Reino Unido. Miembro fundador de la Federación Internacional de Hockey sobre Hielo (IIHF) en 1908, el equipo está controlado por Ice Hockey UK. Gran Bretaña ocupa actualmente el puesto 19 en el mundo por la IIHF a partir del Ranking Mundial de la IIHF 2020, su clasificación más alta de la IIHF hasta la fecha.

## Historia
El equipo fue una fuerza en la escena internacional a principios del siglo XX, ganando el primer Campeonato Europeo de Hockey sobre Hielo en 1910, terminando como medallista de bronce en los Juegos Olímpicos de Invierno de 1924 en Chamonix, Francia , y convirtiéndose en campeones olímpicos en 1936 en Garmisch-Partenkirchen, Alemania. El equipo olímpico ganador de la medalla de oro estaba compuesto principalmente por canadienses británicos de doble nacionalidad, muchos de los cuales habían aprendido y jugado el juego en Canadá.
Sin embargo, desde entonces, la selección nacional ha tenido poco impacto en el deporte. Hasta que se clasificaron sorprendentemente para la entrega de 2019 del torneo, su última aparición en el Campeonato Mundial de alto nivel fue en 1994. Gran Bretaña se clasificó por última vez para los Juegos Olímpicos en 1948.
El actual entrenador en jefe del equipo es Peter Russell, que también es el entrenador en jefe del EHC Freiburg del DEL2.

## Participaciones

### Juegos Olímpicos
| Año   | Resultado         |
| ----- | ----------------- |
| 1924  | Medalla de bronce |
| 1928  | 4°                |
| 1936  | Medalla de oro    |
| 1948  | 5°                |
| Total | 2 medallas        |

| Año  | PJ           | G            | AY           | E            | OL           | O            | GF           | GC           | Entrenador             | Capitán      | Resultado     | Pos.              |
| ---- | ------------ | ------------ | ------------ | ------------ | ------------ | ------------ | ------------ | ------------ | ---------------------- | ------------ | ------------- | ----------------- |
| 1924 | 5            | 3            | 0            | 0            | 0            | 2            | 40           | 38           | George Elliot Clarkson | ?            | Ronda final   | Medalla de bronce |
| 1928 | 6            | 2            | 0            | 0            | 0            | 4            | 11           | 27           | ?                      | ?            | Primera ronda | 4°                |
| 1932 | No participó | No participó | No participó | No participó | No participó | No participó | No participó | No participó | No participó           | No participó | No participó  | No participó      |
| 1936 | 7            | 5            | 0            | 2            | 0            | 0            | 17           | 3            | Percy Nicklin          | Carl Erhardt | Ronda final   | Medalla de oro    |
| 1948 | 8            | 3            | 0            | 0            | 0            | 5            | 39           | 47           | Carl Erhardt           | ?            | Round-robin   | 5°                |

### Campeonatos del mundo
- 1930 - Empatado en el décimo lugar
- 1931 - Finalizado en octavo lugar
- 1934 - Finalizado en octavo lugar
- 1935 - ganó la medalla de bronce
- 1937 - ganó la medalla de plata
- 1938 - ganó la medalla de plata
- 1939 - Finalizado en octavo lugar
- 1950 - Termina en cuarto lugar
- 1951 - Termina en quinto lugar
- 1952 - Terminado en décimo lugar (primero en el grupo "B")
- 1953 - Termina en quinto lugar (segundo en el grupo "B")
- 1961 - Termina en décimo lugar (segundo en el grupo "B", ascendido)
- 1962 - Termina en octavo lugar (relegado)
- 1963 - Termina en 15 ° lugar (7 ° en el grupo "B")
- 1965 - Termina en 14 ° lugar (6 ° en el grupo "B")
- 1966 - Termina en 16.° lugar (8.° en el grupo "B", relegado)
- 1971 - Finalizó en el puesto 18 (cuarto en el grupo "C")
- 1973 - Terminado en 22.° lugar (8.° en el grupo "C")
- 1976 - Termina en 21.er lugar (5º en el grupo "C")
- 1977 - Terminó en el lugar 24 (séptimo en el grupo "C")
- 1979 - Termina en el puesto 23 (quinto en el grupo "C")
- 1981 - Termina en el lugar 24 (octavo en el grupo "C", relegado)
- 1989 - Terminó en el lugar 27 (tercero en el grupo "D")
- 1990 - Termina en 26 ° lugar (1 ° en el grupo "D", ascendido)
- 1991 - Termina en 21.er lugar (5.º en el grupo "C")
- 1992 - Terminado en el lugar 21 (1 ° en el grupo "C", ascendido)
- 1993 - Terminado en 13 ° lugar (1 ° en el grupo "B", ascendido)
- 1994 - Terminado en el puesto 12 (relegado)
- 1995 - Finalizó en el puesto 19 (séptimo en el grupo "B")
- 1996 - Finalizó en el puesto 16 (cuarto en el grupo "B")
- 1997 - Finalizó en 18 ° lugar (6 ° en el grupo "B")
- 1998 - Termina en 22 ° lugar (6 ° en el grupo "B")
- 1999 - Finalizó en el puesto 18 (segundo en el grupo "B")
- 2000 - Terminó en 19 ° lugar (3 ° en el grupo "B")
- 2001 - Finalizó en el puesto 19 (2.º en la División I, Grupo B )
- 2002 - Terminó en el puesto 23 (cuarto en la División I, Grupo B )
- 2003 - Terminó en el puesto 25 (quinto en la División I, Grupo B )
- 2004 - Terminó en el puesto 25 (quinto en la División I, Grupo A )
- 2005 - Terminó en el lugar 24 (cuarto en la División I, Grupo A )
- 2006 - Terminó en 26 ° lugar (5 ° en División I, Grupo A )
- 2007 - Terminó en el lugar 24 (cuarto en la División I, Grupo B )
- 2008 - Terminó en el puesto 23 (cuarto en la División I, Grupo A )
- 2009 - Terminó en 22 ° lugar (3 ° en División I, Grupo B )
- 2010 - Terminó en el puesto 23 (cuarto en la División I, Grupo B )
- 2011 - Terminó en el puesto 20 (2.º en la División I, Grupo B )
- 2012 - Terminó en 21 ° lugar (5 ° en División I, Grupo A )
- 2013 - Terminó en 22 ° lugar (6 ° en División I, Grupo A , relegado)
- 2014 - Terminó en 26 ° lugar (4 ° en División I, Grupo B )
- 2015 - Terminó en el lugar 24 (segundo en la División I, Grupo B )
- 2016 - Terminó en el lugar 24 (segundo en la División I, Grupo B )
- 2017 - Terminó en el lugar 23 (1 ° en la División I, Grupo B , ascendido)
- 2018 - Terminó en 17 ° lugar (1 ° en División I, Grupo A , ascendido)
- 2019 - Terminado en 13 ° lugar
- 2020 - Cancelada debido a la pandemia de coronavirus[5]

### Campeonato Europeo
| Año       | PJ                                      | G                                       | E                                       | P                                       | GF                                      | GC                                      | Entrenador                              | Capitán                                 | Resultado                               | Pos,                                    |
| --------- | --------------------------------------- | --------------------------------------- | --------------------------------------- | --------------------------------------- | --------------------------------------- | --------------------------------------- | --------------------------------------- | --------------------------------------- | --------------------------------------- | --------------------------------------- |
| 1910      | 3                                       | 2                                       | 1                                       | 0                                       | 7                                       | 2                                       | ?                                       | ?                                       | Round-robin                             | Medalla de oro                          |
| 1911      | No participó                            | No participó                            | No participó                            | No participó                            | No participó                            | No participó                            | No participó                            | No participó                            | No participó                            | No participó                            |
| 1914      | No participó                            | No participó                            | No participó                            | No participó                            | No participó                            | No participó                            | No participó                            | No participó                            | No participó                            | No participó                            |
| 1915-1920 | No campeonatos (Primera Guerra Mundial) | No campeonatos (Primera Guerra Mundial) | No campeonatos (Primera Guerra Mundial) | No campeonatos (Primera Guerra Mundial) | No campeonatos (Primera Guerra Mundial) | No campeonatos (Primera Guerra Mundial) | No campeonatos (Primera Guerra Mundial) | No campeonatos (Primera Guerra Mundial) | No campeonatos (Primera Guerra Mundial) | No campeonatos (Primera Guerra Mundial) |
| 1921      | No participó                            | No participó                            | No participó                            | No participó                            | No participó                            | No participó                            | No participó                            | No participó                            | No participó                            | No participó                            |
| 1925      | No participó                            | No participó                            | No participó                            | No participó                            | No participó                            | No participó                            | No participó                            | No participó                            | No participó                            | No participó                            |
| 1926      | 7                                       | 3                                       | 0                                       | 4                                       | 26                                      | 19                                      | ?                                       | ?                                       | Tercera ronda                           | 4°                                      |
| 1927      | No participó                            | No participó                            | No participó                            | No participó                            | No participó                            | No participó                            | No participó                            | No participó                            | No participó                            | No participó                            |
| 1929      | No participó                            | No participó                            | No participó                            | No participó                            | No participó                            | No participó                            | No participó                            | No participó                            | No participó                            | No participó                            |
| 1932      | 4                                       | 2                                       | 1                                       | 1                                       | 10                                      | 9                                       | ?                                       | ?                                       | Ronda de consolación                    | 7°                                      |

## Jugadores

### Equipo actual
Lista para los Clasificatorios Olímpicos de 2020.
Entrenador: Peter Russell
| N.º | Pos. | Nombre               | Altura          | Peso            | Fecha de nacimiento               | Equipo                    |
| --- | ---- | -------------------- | --------------- | --------------- | --------------------------------- | ------------------------- |
| 1   | G    | Jackson Whistle      | 1.85 m (6' 1')  | 87 kg (192 lb)  | 9 de junio de 1995 (25 años)      | Nottingham Panthers       |
| 3   | D    | Travis Ehrhardt      | 1.8 m (5' 11')  | 93 kg (205 lb)  | 12 de marzo de 1989 (32 años)     | Glasgow Clan              |
| 5   | F    | Ben Davies           | 1.72 m (5' 8')  | 75 kg (165 lb)  | 18 de enero de 1991 (30 años)     | Swindon Wildcats          |
| 7   | F    | Robert Lachowicz     | 1.78 m (5' 10') | 76 kg (168 lb)  | 8 de febrero de 1990 (31 años)    | EV Duisburg               |
| 41  | D    | Josh Batch           | 193 cm (6' 4')  | 99 kg (218 lb)  | 15 de enero de 1991 (30 años)     | Swindon Wildcats          |
| 9   | F    | Brett Perlini        | 1.88 m (6' 2')  | 91 kg (201 lb)  | 14 de junio de 1990 (28 años)     | HC Pustertal Wölfe        |
| 10  | F    | Robert Farmer        | 1.90 m (6' 3')  | 94 kg (207 lb)  | 21 de marzo de 1991 (30 años)     | Lausitzer Füchse          |
| 11  | F    | Joseph Lewis         | 1.74 m (5' 9')  | 80 kg (180 lb)  | 26 de julio de 1992 (28 años)     | ESV Kaufbeuren            |
| 13  | D    | David Phillips       | 1.91 m (6' 3')  | 85 kg (187 lb)  | 14 de agosto de 1987 (33 años)    | Karlskrona HK             |
| 14  | F    | Liam Kirk            | 1.82 m (6' 0')  | 72 kg (159 lb)  | 3 de enero de 2000 (21 años)      | Peterborough Petes        |
| 17  | D    | Mark Richardson ()   | 1.83 m (6' 0')  | 88 kg (194 lb)  | 3 de octubre de 1986 (34 años)    | EC Bad Nauheim            |
| 46  | F    | Scott Conway         | 183 cm (6' 0')  | 84 kg (185 lb)  | 9 de abril de 1995 (26 años)      | Orlando Solar Bears       |
| 20  | F    | Jonathan Phillips () | 1.75 m (5' 9')  | 81 kg (179 lb)  | 14 de julio de 1982 (38 años)     | EHF Passau Blackhawks     |
| 21  | F    | Mike Hammond         | 1.78 m (5' 10') | 82 kg (181 lb)  | 21 de febrero de 1990 (31 años)   | Frederikshavn White Hawks |
| 36  | G/D  | Daniel Langford      | 1.99 m (6' 6')  | 101 kg (223 lb) | 25 de marzo de 1984 (37 años)     | Bristol Pitbulls          |
| 26  | D    | Evan Mosey           | 1.80 m (5' 11') | 84 kg (185 lb)  | 17 de marzo de 1989 (32 años)     | EHC Freiburg              |
| 19  | F    | Luke Ferrara         | 1.80 m (5' 11') | 89 kg (196 lb)  | 7 de junio de 1993 (27 años)      | Cracovia Krakow           |
| 28  | D    | Ben O'Connor         | 1.85 m (6' 1')  | 85 kg (187 lb)  | 21 de diciembre de 1988 (32 años) | Sheffield Steelers        |
| 30  | G    | Thomas Murdy         | 1.72 m (5' 8')  | 71 kg (157 lb)  | 26 de abril de 1991 (30 años)     | Cardiff Devils            |
| 33  | G    | Ben Bowns            | 1.83 m (6' 0')  | 81 kg (179 lb)  | 21 de enero de 1991 (30 años)     | Graz99ers                 |
| 54  | D    | Tim Billingsley      | 1.88 m (6' 2')  | 91 kg (201 lb)  | 17 de enero de 1990 (31 años)     | Nottingham Panthers       |
| 74  | F    | Ollie Betteridge     | 1.80 m (5' 11') | 80 kg (180 lb)  | 16 de enero de 1996 (25 años)     | Nottingham Panthers       |
| 75  | F    | Robert Dowd ()       | 1.78 m (5' 10') | 80 kg (180 lb)  | 26 de mayo de 1988 (32 años)      | Sheffield Steelers        |
| 91  | F    | Ben Lake             | 1.80 m (5' 11') | 77 kg (170 lb)  | 31 de mayo de 1990 (30 años)      | Belfast Giants            |